# 埃林顿·安德拉德
埃林頓·安德拉德（葡萄牙語：Elinton Sanchotene Andrade，1979年3月30日—），巴西籍足球運動員，司職門將。

## 球會
安德拉德先後效力巴西國內不同球會後，於2007年赴歐發展，加盟布加勒斯特快速，2009年轉投馬賽。在2012年的歐洲聯賽冠軍盃八強賽事對拜仁慕尼黑，由於首席門將芒當達停賽，二號門將詹納羅·布拉西格里亞諾在之前賽事中犯錯不斷，使球賽在盃賽出局，因此被迫起用三號門將安德拉德。久戰沙場的安德拉德表現慘不忍睹，更犯下滑稽的錯誤使球隊丟球。

## 榮譽

### 球會
布加勒斯特快速
- 羅馬尼亞超級杯冠軍：2007年；

馬賽
- 法国足球甲级联赛冠軍：2009/10年；
- 法國聯賽盃冠軍：2009/10年、2010/11年；

## 外部連結
- 埃林頓·安德拉德 馬賽足球會